# Балкански кръстоносни походи
Балканските кръстоносни походи са военни кампании на централно- и западноевропейското рицарство през XIV и XV век срещу настъпващата в Европа Османска империя и исляма и в защита на християнството на Балканите и Константинопол. Балканските кръстоносни походи са поне 4, включително битка на Косово поле през 1448 г. на Янош Хуняди за Освобождение на България и Европа от османците. Има и теза история за Бургундска дунавска експедиция през 1445 г.

## Кръстоносни походи

### Поход на Сигизмунд Унгарски, 1396 г.
Кръстоносен поход на 60 000 рицарска армия от Унгария, Полша, Германия, Италия, Франция и др., под ръководството на унгарския крал Сигизмунд (1387 – 1437).
Цар Иван Срацимир е негов съюзник.
В битката при Никопол на 25 септември кръстоносците са разбити. Веднага след битката при Никопол турците обсаждат Видин и го превземат. Иван Срацимир е пленен и отведен в Мала Азия, където умира.

### Поход на Владислав III Ягело – 1443 г.
Кръстоносен поход срещу турците от октомври 1443 до януари 1444 г. на полски, унгарски и западноевропейски рицари и чешки, влашки, български и сърбо-хърватски войски, общо към 33 000 души, воден от полско-унгарския крал Владислав III, наречен Варненчик, и трансилванския войвода Ян Хуняди. Фружин Шишман – престолонаследника на Търновското царство, е едни от важните участници в похода и в битките.
След битката при Ниш християнските войски влизат в Пирот и в София, където към тях се присъединяват още български отряди, и достигат Ихтиман напът да преминат в Южна България, но студената зима и загубите в жива сила в битката при Златица правят успешното продължаване на кампанията невъзможно. След като отново побеждават турците при Драгоман и в битката при Куновица те се оттеглят да презимуват в Белград. През лятото на 1444 г. е сключено примирие с Мурад II, в резултат на което, османците предават на деспот Георги завоюваната от тях след тримесечна обсада в 1438 г. крепост Смедерево. Не след дълго войната е подновена с Втория кръстоносен поход на Владислав III Ягело – 1444 г.

### Втори кръстоносен поход на Владислав III Ягело – 1444 г.
Втори кръстоносен поход срещу турците, воден от полско-унгарския крал Владислав III Ягело, наречен Варненчик, и трасилванския войвода Янош Хуняди, на полски, унгарски и френски и германски рицари и чешки, влашки и български войски (общо 20 000 души).
Фружин Шишман отново участва в битките.
Войските освобождават цяла Северна България и достигат Варна, но Венеция предава християнската коалиция, като не само че не опазва проливите, но сама превозва турските войски от Азия в Европа. В битката при Варна младият Владислав III не спазва тактическия план на сражението, договорен с Хунияди, атакува турския център и разбива еничарите, но е убит и с това е решен изходът от битката. В нея вероятно загива и Фружин Шишман.